# Physics Reports
Physics Reports (ook Physics letters. Part C) is een internationaal, aan collegiale toetsing onderworpen wetenschappelijk tijdschrift op het gebied van de natuurkunde. Het is gespecialiseerd in overzichtsartikelen.
De naam wordt in literatuurverwijzingen meestal afgekort tot Phys. Rep.
Het tijdschrift wordt uitgegeven door Elsevier; het eerste nummer verscheen in 1971.